# امارت قرطبه
امارت اندلس یا امارت قرطبه (به عربی: إمارة قرطبة)، به حکومت مستقل از خلافت و تیره‌ای از امویان که در اندلس از سال ۷۵۶ تا ۹۲۹ حکومت می‌کردند گفته می‌شود.

## شکل‌گیری امارت
یوسف بن عبدالرحمن الفهری والی اندلس پس از سرکوب شورش سرقسطه به سوی طلیطله بازگشت و در نزدیکی طلیطله رسولی از سوی پسرش خبر از آمدن عبدالرحمن بن معاویه و انتشار دعوت او در جنوب اندلس داد. سپاه یوسف برآشفته شد و گروهی که از او دل خوشی نداشتند از او جدا شدند و جز اندکی در کنارش نماندند. یوسف با بقایای سپاه به طلیطله بازگشت تا با همدستی صمیل بن حاتم برای دفع خطر راهی بجوید. یوسف و صمیل تصمیم گرفتند تا با دادن پیشنهاد هبه هدایا، اموال و حتی برخی از استان‌ها عبدالرحمن بن معاویه را به صلح وادار کنند، اما عبدالرحمن فریب این سخنان را نخورد. پس به راه خود ادامه داد، از طرش به ریه رفت عامل ریه عیسی بن مشاور با او بیعت کرد، سپس به شذونه رفت، عامل شذونه علقمت بن غیاث اللخمی نیز دست بیعت به او داد. آنگاه به اشبیلیه رفت. بزرگ شهر ابوالصباح بن یحیی الیحصبی زعیم یمنیان با او بیعت کرد، در این اثنا سپاه عبدالرحمن بن معاویه (عبدالرحمن داخل) در اشبیلیه سه هزار سوار داشت و سراسر مغرب اندلس زیر دعوت او درآمده بود. در آغاز ماه ذی الحجه سال ۱۳۸ ه / اوایل سال ۷۵۶ م عبدالرحمن سپاه خود را به سوی قرطبه به حرکت درآورد یوسف و لشکرش در نزدیکی حد غربی قرطبه بر ساحل نهر وادی الکبیر قرار گرفت. عبدالرحمن در کرانه جنوبی نهر در قریه‌ای به نام بله نوبه (ویلانوئوا) بود. چند روز بعد عبدالرحمن قصد جنگ کرد و از نهر عبور کرد و شکست سختی را به سپاه یوسف تحمیل کرد و تاج و تخت او را تصرف کرد. یوسف به طلیطله گریخت وصیل به جبان فرار کرد. عبدالرحمن اموی و یارانش بی آنکه با مقاومتی رو به رو شوند به قرطبه درآمده، نماز جمعه را در مسجد جامع قرطبه به جای آوردند سپس در قصر فروآمد و همگان با او بیعت کردند این واقعه در دهم ماه ذی الحجه سال ۱۳۸/سیزدهم مه سال ۷۵۶ م سرآغاز حکومت عبدالرحمن داخل و تشکیل امارت اندلس بود.

## پایان عصر امارت آغاز عصر خلافت
قیام خلافت فاطمی در ساحل دیگر دریای مدیترانه و رواج دعون ایشان تا مغرب اقصی نزدیک سواحل اندلس یکی از عواملی بود که عبدالرحمن الناصر (عبدالرحمن سوم) را واداشت که میراث معنوی بنی امیه را علاوه بر میراث سیاسی آن‌ها احیا کند مؤسس این سلسله عبدالرحمن داخل مانع دعوت بنی عباس در اندلس شد ولی دولت خویش رنگ خلافت نداد و خود به همان لقب امیر اکتفا کرد فرزندان او نیز پس از او در کوس خلافت نکوبیدند اما در زمان عبدالرحمن سوم حکومت بنی عباس نیز جاه و مقام خود را از دست داده‌بود و ترک‌ها رفته رفته در حال سیطره پیدا کردن بر خلافت بنی عباس بودند عبدالرحمن که معتقد بود دولت توانمند او لایق‌تر از دولت متزلزل عباسی برای تکیه زدن بر جایگاه خلافت اسلامی است دولت خود را خلافت اسلامی نامید و در نامه‌ای به تاریخ دوم ذی الحجه ۳۱۶ ه/ژانویه ۹۲۹ میلادی دستور داد که او را امیرالمؤمنین خطاب کنند و بدین ترتیب عصر امارت اموی اندلس پایان یافت و عصر خلافت اموی اندلس آغاز شد.

## امیران
1. عبدالرحمن داخل (عبدالرحمان بن معاویه)۷۵۶–۷۷۸
2. هشام یکم (هشام بن عبدالرحمن) ۷۸۸–۷۹۶
3. حکم یکم (الحکم بن هشام) ۷۹۶–۸۲۲
4. عبدالرحمن دوم (عبدالرحمن بن حکم) ۸۲۲–۸۵۲
5. محمد یکم (محمد بن عبدالرحمن) ۸۵۲–۸۸۶
6. منذر (ابوحکم منذر بن محمد) ۸۸۶–۸۸۸
7. عبدالله بن محمد ۸۸۸–۹۱۲
8. عبدالرحمن سوم (عبدالرحمن الناصر لدین الله) ۹۱۲–۹۲۹